# 大形站
大形站（日语：／ Ōgata eki */?）是位於新潟縣新潟市東區岡山，東日本旅客鐵道（JR東日本）的白新線車站。

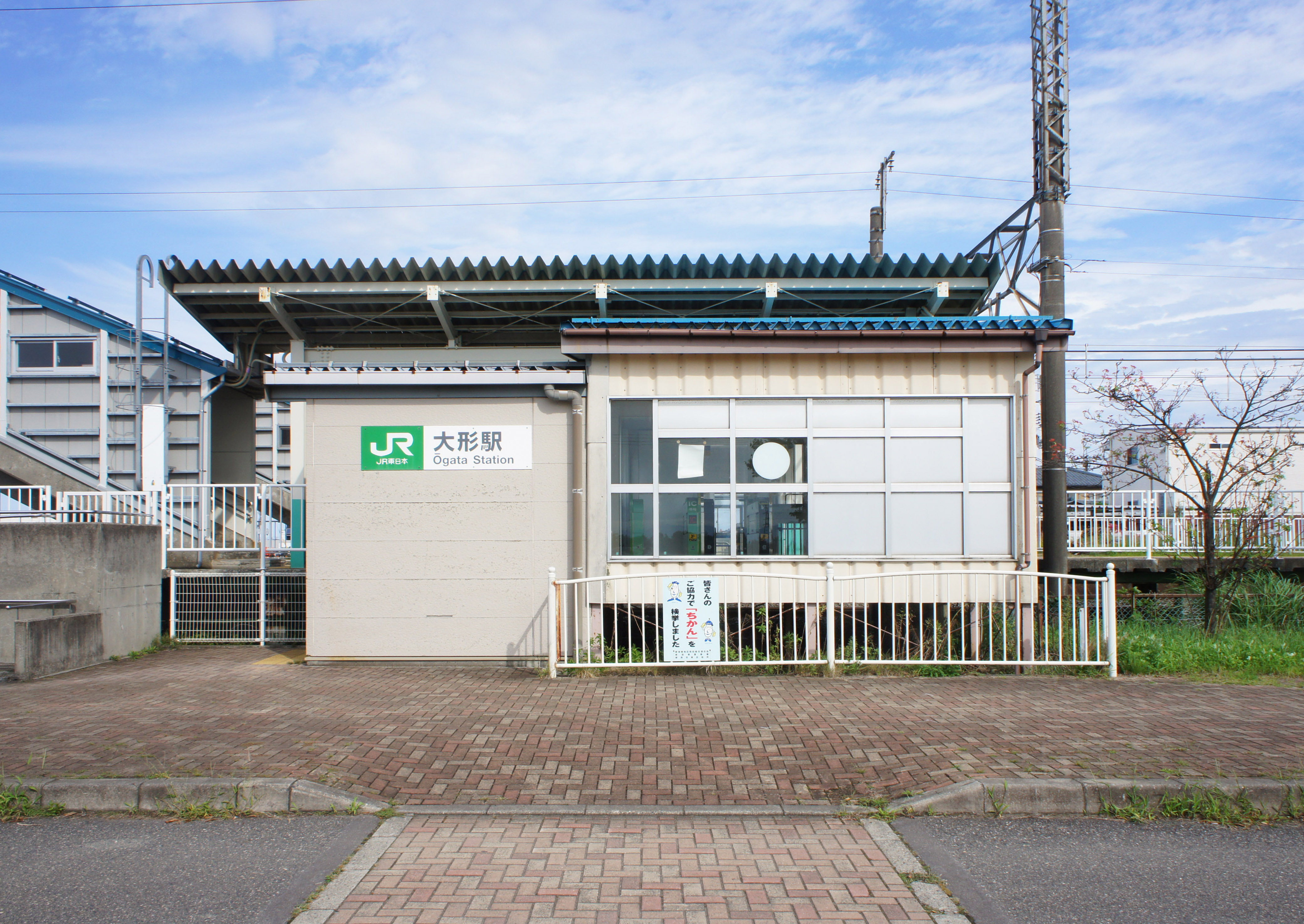
南口（2021年9月）

## 歷史
- 1957年（昭和32年）2月11日：日本國有鐵道白新線車站啟用（旅客車站）。
- 1979年（昭和54年）9月18日：隨著此站成為雙線鐵路，新設2號月台。
- 1987年（昭和62年）4月1日：伴隨國鐵分割民營化，車站由東日本旅客鐵道（JR東日本）營運。
- 1998年（平成10年）9月28日：南出口站前廣場開始使用[2]。
- 2005年（平成17年）3月1日：加設自動閘機，重建車站大樓和成為有人車站。
- 2006年（平成18年）1月21日：此站可使用IC卡「Suica」（新潟都市圈範圍）。
- 2015年（平成27年）4月13日：新潟交通開始駛入北出口迴旋路[3]。

## 車站構造
本站是地面車站，設有2面2線的相對式月台，各月台之間設有跨線橋連接。此站是由新潟站管理的業務委託車站，委托了JR新潟Business負責車站業務。車站大樓內設有售票櫃賣（只限北出口）、自動閘機（各入口設有2座）、輕觸式自動售票機（各入口設有1台）、廁所、信息標誌。售票櫃賣的營業時間為7:40至16:30（8:30～13:20、14:10～14:40休息時段）。
售票櫃臺可購買車票，但是不是綠色窗口。所有自動閘機可使用交通系IC卡。

### 月台
| 月台 | 路線    | 上下行 | 方向             |
| ---- | ------- | ------ | ---------------- |
| 1    | ■白新線 | 下行   | 豐榮、新發田方向 |
| 2    | ■白新線 | 上行   | 新潟方向         |

參考

## 圖庫

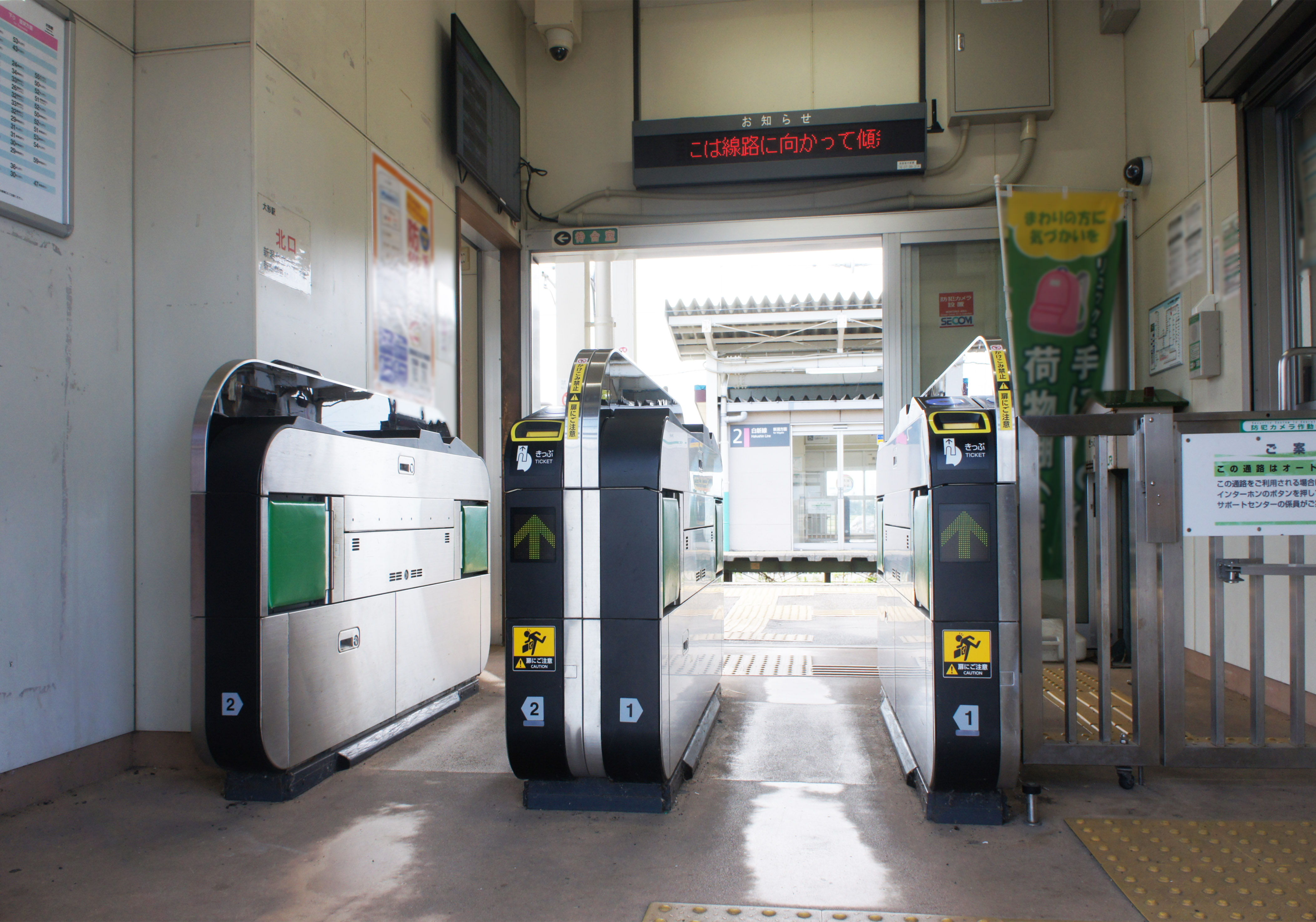
北驗票口(2021年9月)
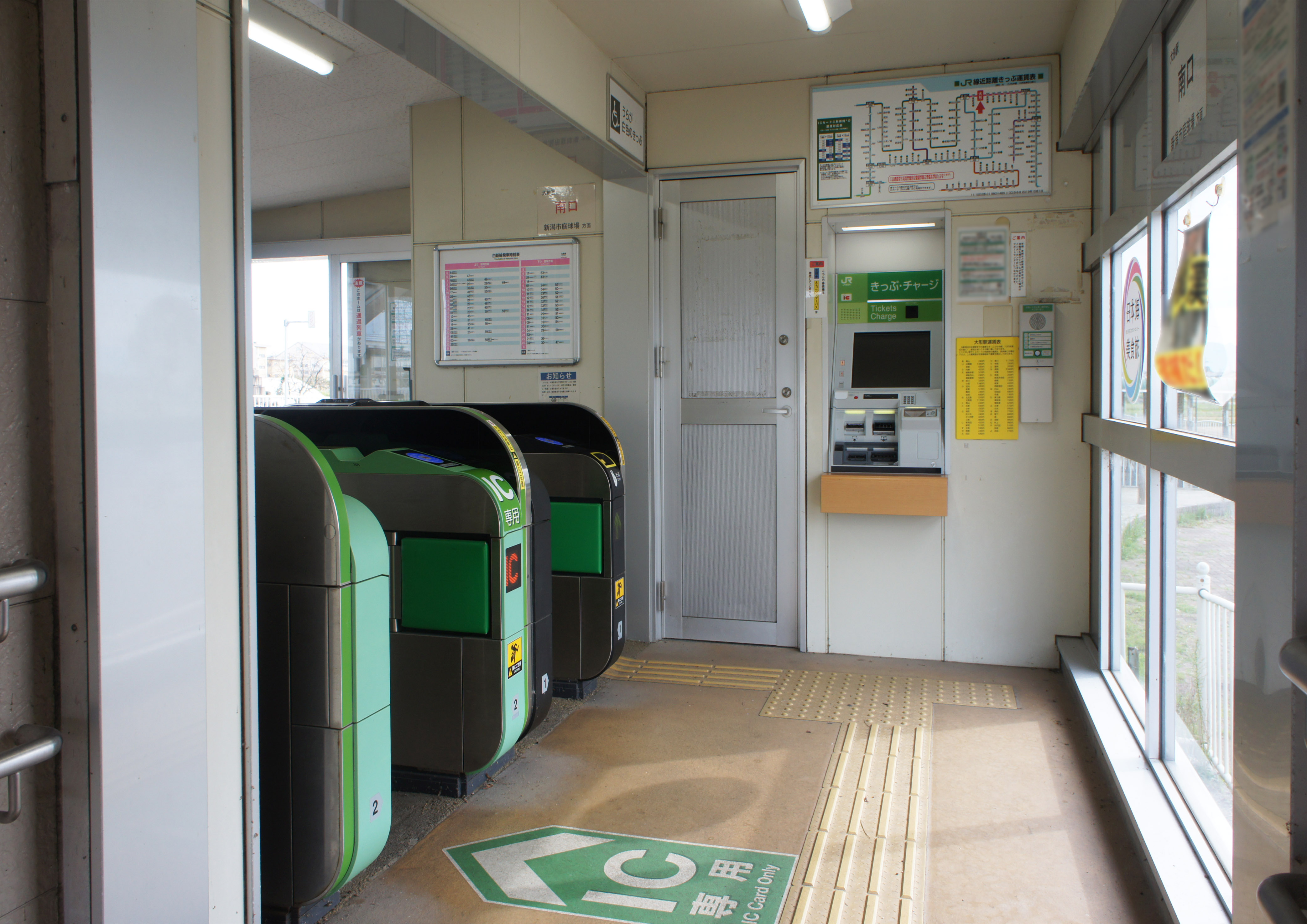
南驗票口(2021年9月)
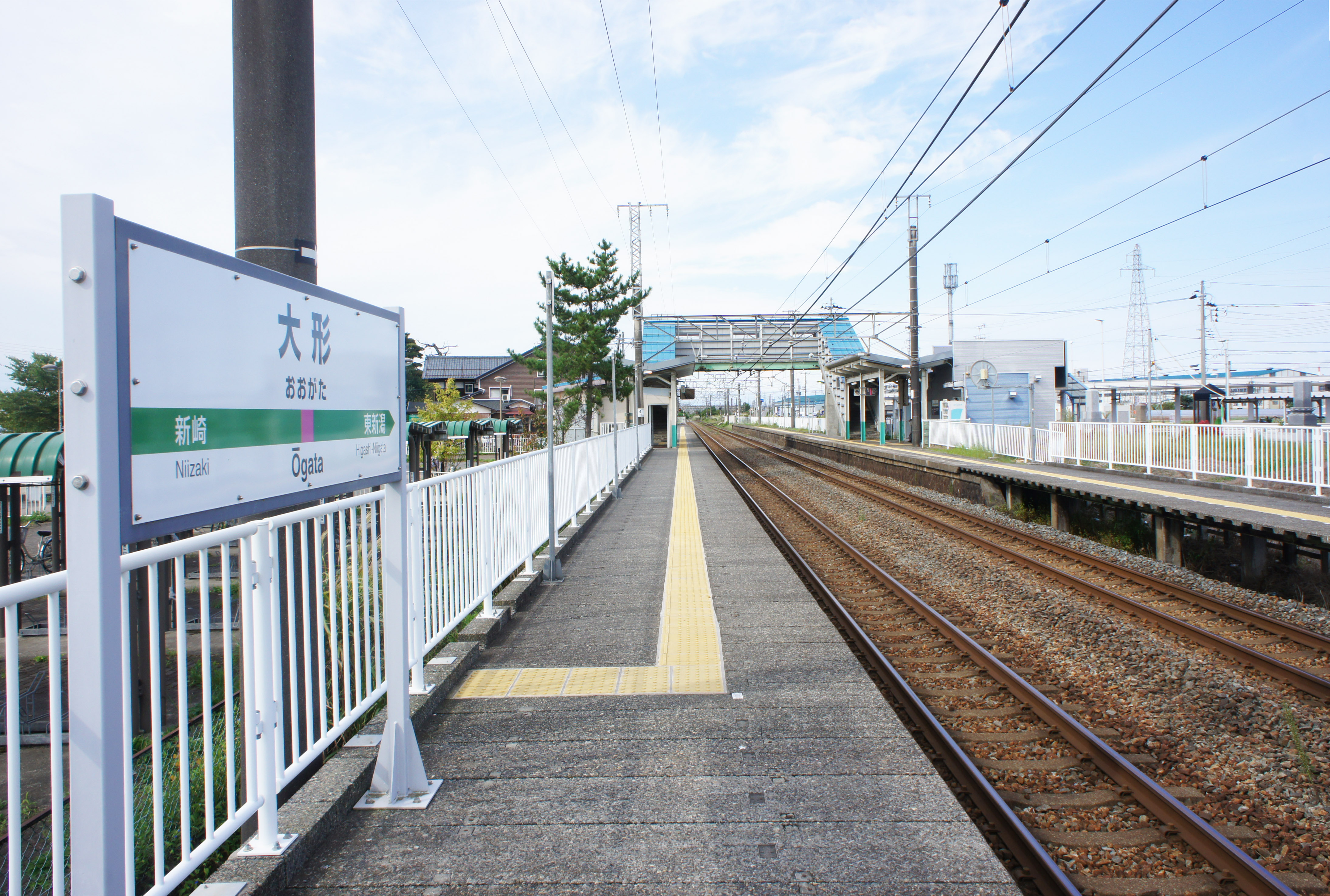
月台（2021年9月）
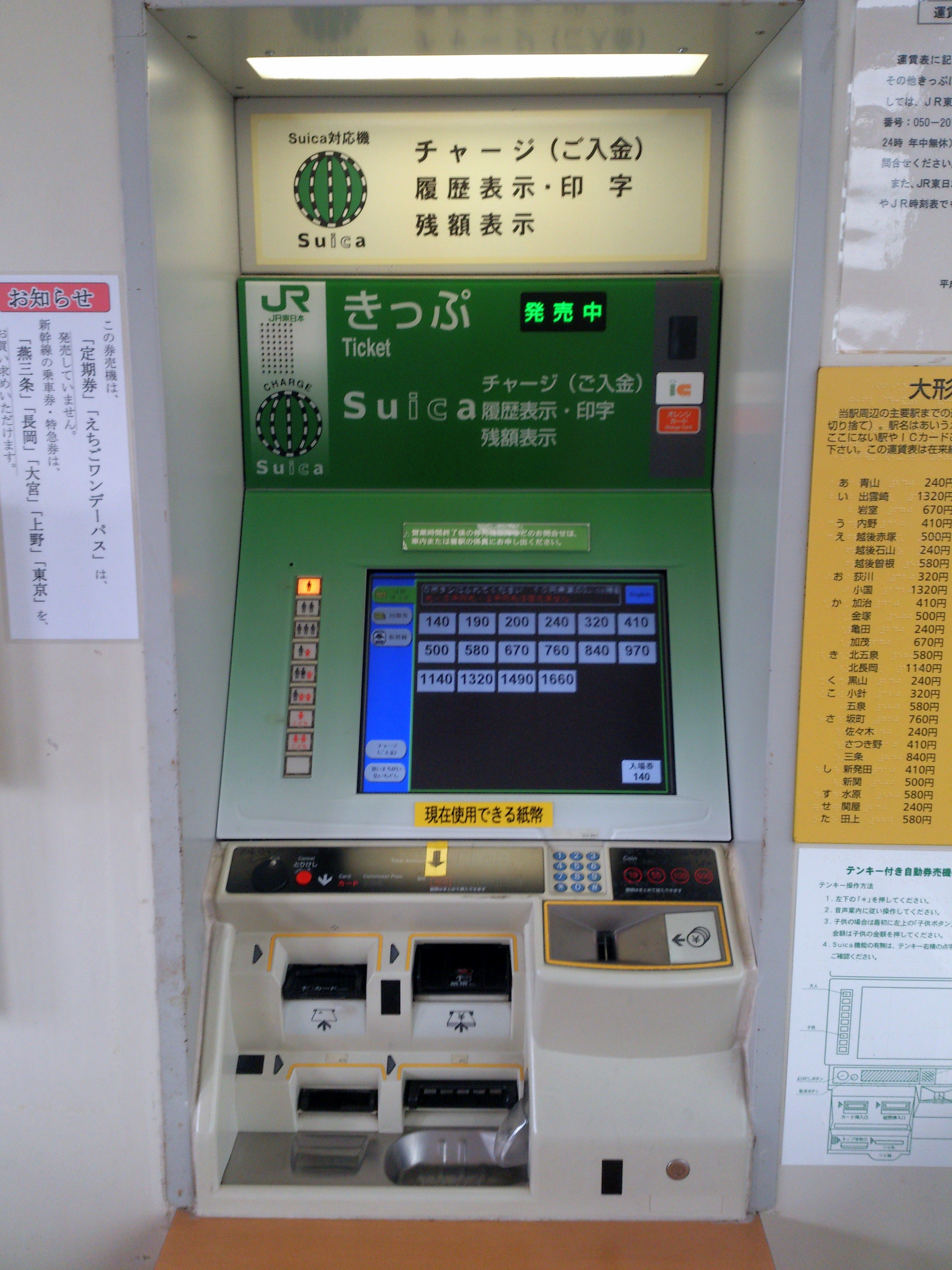
輕觸式自動售票機
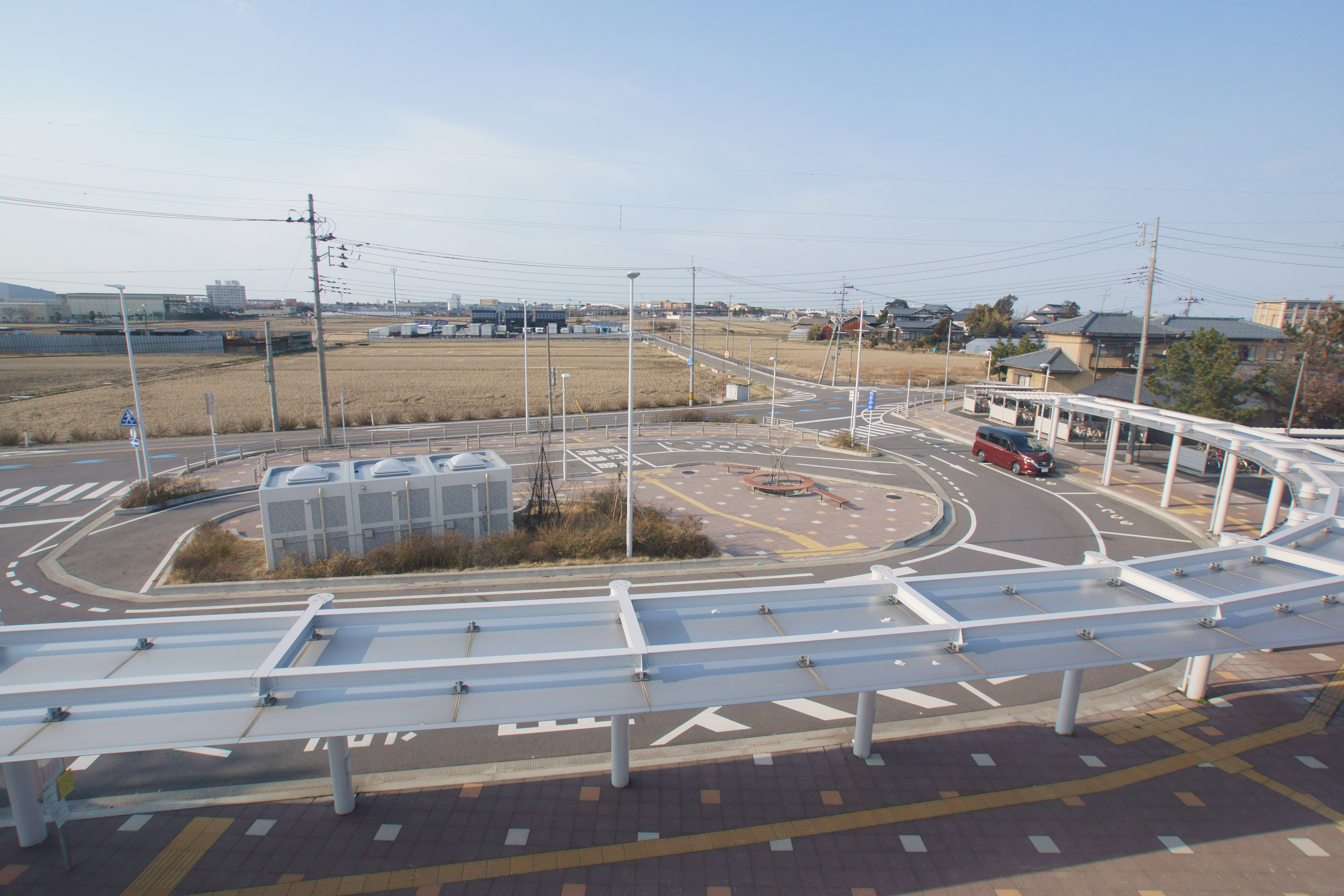
北出口的迴旋路。右邊後方為新潟北高校（日语：新潟県立新潟北高等学校）。在正面道路後方為新潟縣立大學（2017年3月）
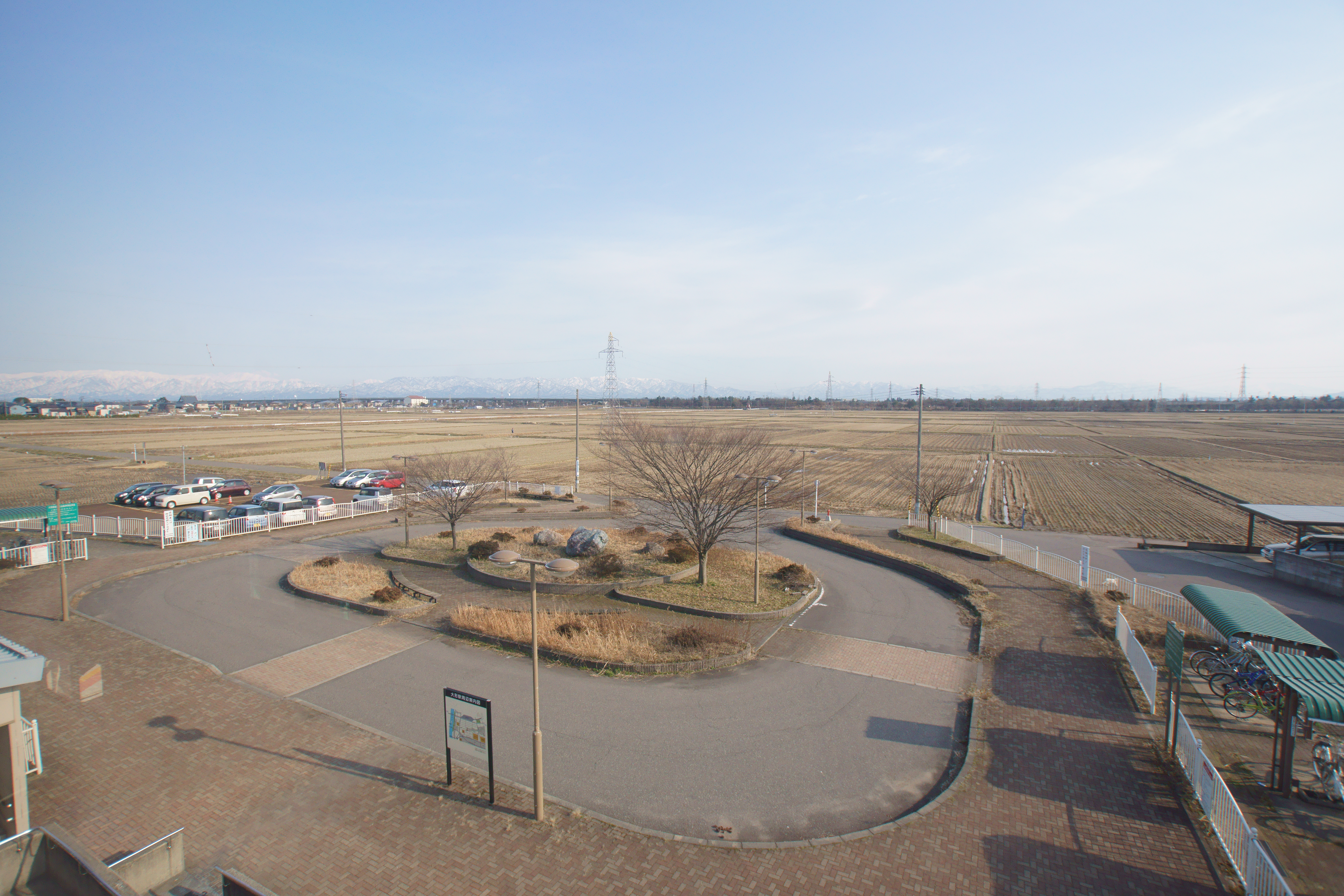
南出口的迴旋路（2017年3月）
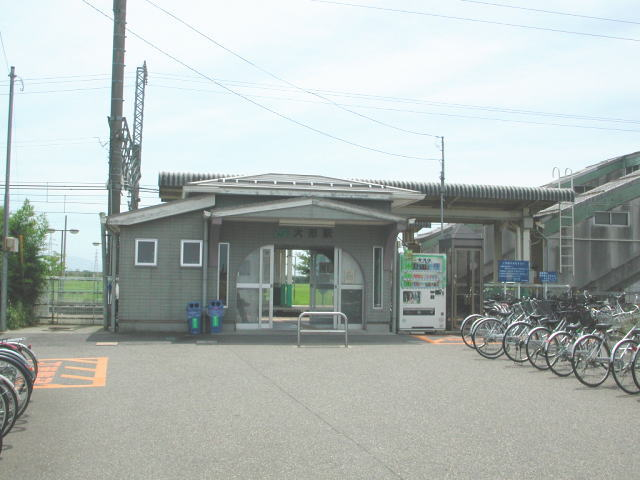
舊車站北口(2004年8月)
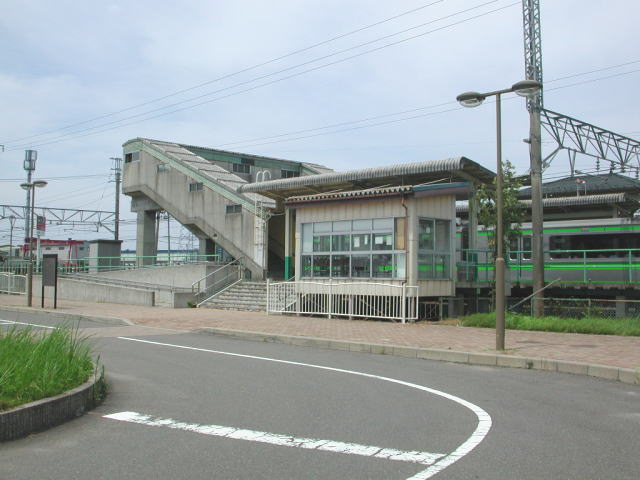
舊車站南口(2004年8月)

## 使用狀況
根據「JR東日本」的資料，在2019年度（令和元年度）1日平均乘車人次為1,163人。
以下為近年乘車人次變化列表：
| 乘車人次變化       | 乘車人次變化     | 乘車人次變化    |
| 年度               | 1日平均 乘車人次 | 參考資料        |
| ------------------ | ---------------- | --------------- |
| 2004年（平成16年） | 1,031            | [ 利用客数 2 ]  |
| 2005年（平成17年） | 1,149            | [ 利用客数 3 ]  |
| 2006年（平成18年） | 1,069            | [ 利用客数 4 ]  |
| 2007年（平成19年） | 1,086            | [ 利用客数 5 ]  |
| 2008年（平成20年） | 1,135            | [ 利用客数 6 ]  |
| 2009年（平成21年） | 1,097            | [ 利用客数 7 ]  |
| 2010年（平成22年） | 1,052            | [ 利用客数 8 ]  |
| 2011年（平成23年） | 1,077            | [ 利用客数 9 ]  |
| 2012年（平成24年） | 1,146            | [ 利用客数 10 ] |
| 2013年（平成25年） | 1,235            | [ 利用客数 11 ] |
| 2014年（平成26年） | 1,193            | [ 利用客数 12 ] |
| 2015年（平成27年） | 1,252            | [ 利用客数 13 ] |
| 2016年（平成28年） | 1,256            | [ 利用客数 14 ] |
| 2017年（平成29年） | 1,219            | [ 利用客数 15 ] |
| 2018年（平成30年） | 1,168            | [ 利用客数 16 ] |
| 2019年（令和元年） | 1,163            | [ 利用客数 1 ]  |

## 車站周邊

### 北出口
在車站前設有新潟北高校和住宅區，也有廣寬的農田。在北邊1公里處設有新潟縣道3号新潟新發田村上線，在沿線上周邊設有市區、新潟縣立大學和汽車學校。在西邊設有IHI原動機（前新潟鐵工所）工場。

### 南出口
在車站西南方設有住宅區和廣寬的農田。車站周邊設有新潟市庭球場和公路（新潟機場交匯處）。

## 巴士
截至2019年5月，在北出口迴旋路內設有新潟交通集團巴士站。在駛入迴旋路前，最近的巴士站是位於北邊縣道290號線上的舊大形站前巴士站（步行5分鐘）和石動巴士站（步行3分鐘）。在新潟北高等學校東邊設有巴士路線折返處和北高校前巴士站。由於折返路線會按逆時計行駛，因此石動巴士站中只有往市中心方向的路線。
| 巴士站名稱                  | 方向       | 路線名稱      | 路線編號、目的地                                                                                             |
| --------------------------- | ---------- | ------------- | --- |
| 大形站前 （北出口迴旋路內） | 郊外方向   | -             | E50・E80・E82 前往北高校前 （上述已經提及，這些路線不會經過石動巴士站，下一站是終點站北高校前巴士站）        |
| 大形站前 （北出口迴旋路內） | 市中心方向 | ■ E5 牡丹山線 | E50 經牡丹山 前往新潟站前、萬代城 E50D 經牡丹山 萬代城、古町、市政廳前                                       |
| 大形站前 （北出口迴旋路內） | 市中心方向 | ■ E8 石山線   | E80 經東明 前往新潟站前、萬代城 E82 經山二 前往新潟站南出口 E82D 經山二、東跨線橋 前往新潟站南出口、市政廳前 |

- 北高校前巴士站與石動巴士站
  - 由於停靠路線與大形站前巴士站市中心方向的路線一樣，因此省略。

## 其他
為了改善連接新潟機場的交通。在2006年5月，新潟縣計劃把大形站改名為「新潟機場前站」，同時加設連接此站與機場的穿梭巴士。新潟縣根據泉田等的構想，向相關機構表達該計劃內容，包括了JR東日本新潟分社。在2007年春天當JR東日本進行時間表修正時，計劃把大形站改名為「新潟機場前站」。
但是，由於大形站與機場的直線距離為約5公里，車站規模不大，車站周邊道路配套不完善，大型車輛較難駛進車站內，以上種種問題使JR在2007年3月時間表修正時沒有把車站名稱改變。
與此站相近的車站改名事例可參見出雲神西站#歷史。

## 相鄰車站
東日本旅客鐵道（JR東日本）
■白新線
□快速「紅花」、■快速
通過
■普通
東新潟－大形－新崎

## 注腳

### 使用狀況
1. 1 2  . 東日本旅客鉄道.   [2020-07-13]. （原始内容存档于2020-07-11） （日语）.
2. ↑  . 東日本旅客鉄道.   [2019-04-06]. （原始内容存档于2019-03-27） （日语）.
3. ↑  . 東日本旅客鉄道.   [2019-04-06]. （原始内容存档于2019-03-27） （日语）.
4. ↑  . 東日本旅客鉄道.   [2019-04-06]. （原始内容存档于2019-03-27） （日语）.
5. ↑  . 東日本旅客鉄道.   [2019-04-06]. （原始内容存档于2019-04-02） （日语）.
6. ↑  . 東日本旅客鉄道.   [2019-04-06]. （原始内容存档于2019-03-27） （日语）.
7. ↑  . 東日本旅客鉄道.   [2019-04-06]. （原始内容存档于2019-03-27） （日语）.
8. ↑  . 東日本旅客鉄道.   [2019-04-06]. （原始内容存档于2019-03-27） （日语）.
9. ↑  . 東日本旅客鉄道.   [2019-04-06]. （原始内容存档于2019-03-27） （日语）.
10. ↑  . 東日本旅客鉄道.   [2019-04-06]. （原始内容存档于2019-03-27） （日语）.
11. ↑  . 東日本旅客鉄道.   [2019-04-06]. （原始内容存档于2016-04-04） （日语）.
12. ↑  . 東日本旅客鉄道.   [2019-04-06]. （原始内容存档于2019-03-27） （日语）.
13. ↑  . 東日本旅客鉄道.   [2019-04-06]. （原始内容存档于2019-03-23） （日语）.
14. ↑  . 東日本旅客鉄道.   [2019-04-06]. （原始内容存档于2017-07-29） （日语）.
15. ↑  . 東日本旅客鉄道.   [2019-04-06]. （原始内容存档于2018-07-06） （日语）.
16. ↑  . 東日本旅客鉄道.   [2019-07-21]. （原始内容存档于2019-07-05） （日语）.

## 外部連結
- 車站資訊（大形）：東日本旅客鐵道（日語）